# Mont Wanshi
Le mont Wanshi (chinois simplifié : 万石山 ; chinois traditionnel : 萬石山 ; pinyin : wànshí shān ; litt. « montagne aux dix mille roches ») est situé à l'est de la ville chinoise de Xiamen, au pied nord du mont du Lion (狮山).
Le parc du mont Wanshi s'étend sur 26 km2 dont 19 de montagne et 7 de plage.

## Parc national
Avec l'île de Gulangyu il forme le parc national du mont Wanshi/Gulangyu (鼓浪屿—万石山风景名胜区) qui fut proclamé parc national le 1er août 1988.